# Melissodes paucipuncta
Melissodes paucipuncta är en biart som beskrevs av Laberge 1961. Melissodes paucipuncta ingår i släktet Melissodes och familjen långtungebin. Inga underarter finns listade i Catalogue of Life.